# Gonomyia cultriformis
Gonomyia cultriformis är en tvåvingeart som beskrevs av Alexander 1970. Gonomyia cultriformis ingår i släktet Gonomyia och familjen småharkrankar.
Artens utbredningsområde är Dominica. Inga underarter finns listade i Catalogue of Life.